# Штамповка

Штамповочный пресс

Штамповка (штампование) — процесс пластической деформации материала с изменением формы и размеров тела. Чаще всего штамповке подвергаются металлы или пластмассы. Существуют два основных вида штамповки — листовая и объёмная. Листовая штамповка подразумевает в исходном виде тело, одно из измерений которого пренебрежимо мало по сравнению с двумя другими (лист до 6 мм). Примером листовой штамповки является процесс пробивания листового металла, в результате которого получают перфорированный металл (перфолист). В противном случае штамповка называется объёмной. Для процесса штамповки используются прессы — устройства, позволяющие деформировать материалы с помощью механического воздействия.
По типу применяемой оснастки штамповку листовых материалов можно разделить на виды:
- штамповка в инструментальных штампах,
- штамповка эластичными средами,
- импульсная штамповка:
  - магнитно-импульсная,
  - гидро-импульсная,
- штамповка взрывом,
- валковая штамповка.

## История кузнечно-штамповочного производства
Кузнечное ремесло и кузнечное производство имеют многовековую историю. Человеку давно были известны простейшие кузнечные инструменты для ковки: молот, клещи и наковальня, а также и простейшее нагревательное оборудование — горн.
Первая механизация процессов ковки относится к XVI веку, когда стали применять механические рычажные, вододействующие молоты, приводимые энергией водяного потока. При отсутствии гидроэнергии применялись копровые (падающие) молоты.
В 1842 году Джеймс Несмит построил первый паровой молот, а в 1846 году Армстронг — первый паровой гидропресс.
В том же XIX веке начали применять приводные механические и пневматические молоты, получили развитие кривошипные прессы и другие кривошипные кузнечно-штамповочные машины.

## Холодная листовая штамповка
Сущность способа заключается в процессе, где в качестве заготовки используют полученные прокаткой лист, полосу или ленту, свёрнутую в рулон. Листовой штамповкой изготовляют самые разнообразные плоские и пространственные детали массой от долей грамма и размерами, исчисляемыми долями миллиметра (например, секундная стрелка ручных часов), и детали массой в десятки килограммов и размерами, составляющими несколько метров (облицовка автомобиля, самолёта, ракеты).
Для деталей, получаемых листовой штамповкой, характерно то, что толщина их стенок незначительно отличается от толщины исходной заготовки. При изготовлении листовой штамповкой пространственных деталей заготовка обычно испытывает значительные пластические деформации. Это обстоятельство вынуждает предъявлять к материалу заготовки достаточно высокие требования по пластичности.
При листовой штамповке чаще всего используют низкоуглеродистую сталь, пластичные легированные стали, медь, латунь, содержащую более 60 % Cu, алюминий и его сплавы, магниевые сплавы, титан и др. Листовой штамповкой получают плоские и пространственные детали из листовых неметаллических материалов, таких, как кожа, целлулоид, органическое стекло, фетр, текстолит, гетинакс и др.
Листовую штамповку широко применяют в различных отраслях промышленности, особенно в таких, как авто-, тракторо-, самолето-, ракето- и приборостроение, электротехническая промышленность и др.
К преимуществам листовой штамповки относятся:
- возможность получения деталей минимальной массы при заданной их прочности и жёсткости;
- достаточно высокие точность размеров и качество поверхности, позволяющие до минимума сократить отделочные операции обработки резанием;
- сравнительная простота механизации и автоматизации процессов штамповки, обеспечивающая высокую производительность (30—40 тыс. деталей в смену с одной машины);
- хорошая приспособляемость к масштабам производства, при которой листовая штамповка может быть экономически целесообразной и в массовом, и в мелкосерийном производстве.

## Горячая объёмная штамповка
Горячая объёмная штамповка (ГОШ) — это вид обработки металлов давлением, при которой формообразование поковки из нагретой до ковочной температуры заготовки осуществляют с помощью специального инструмента — штампа. Течение металла ограничивается поверхностями полостей (а также выступов), изготовленных в отдельных частях штампа, так что в конечный момент штамповки они образуют единую замкнутую полость (ручей) по конфигурации поковки. В качестве заготовок для горячей штамповки применяют прокат круглого, квадратного, прямоугольного профилей, а также периодический. При этом прутки разрезают на отдельные (мерные) заготовки, хотя иногда штампуют из прутка с последующим отделением поковки непосредственно на штамповочной машине.
Применение объёмной штамповки оправдано при серийном и массовом производстве. При использовании этого способа значительно повышается производительность труда, снижаются отходы металла, обеспечиваются высокие точность формы изделия и качество поверхности. Штамповкой можно получать  очень  сложные  по  форме  изделия,  которые  невозможно получить приёмами свободной ковки.
Штамповка в открытых штампах характеризуется переменным зазором между подвижной и неподвижной частями штампа. В этот зазор вытекает часть металла – облой, который закрывает выход из полости штампа и заставляет остальной металл заполнить всю полость. В конечный момент деформирования в облой выжимаются излишки металла, находящиеся в полости, что позволяет не предъявлять высокие требования к точности  заготовок  по  массе. Недостаток такого способа штамповки - необходимость удаления облоя при последующей механической обработке. Штамповкой  в  открытых  штампах  можно получить поковки всех типов.
Штамповка в закрытых штампах характеризуется тем, что полость штампа в процессе деформирования остаётся закрытой. Зазор между подвижной и неподвижной частями штампа постоянный и небольшой, образование в нём облоя не предусмотрено. Устройство таких штампов зависит от типа машины, на которой штампуют. Например, нижняя половина штампа может иметь полость, а верхняя – выступ (на прессах), или верхняя – полость, а нижняя – выступ (на молотах). Закрытый штамп может иметь две взаимно перпендикулярные плоскости разъема. При штамповке в закрытых штампах необходимо строго соблюдать равенство объёмов заготовки и поковки, иначе при недостатке металла не заполняются углы полости штампа, а при избытке размер поковки по высоте будет больше требуемого. Отрезка заготовок должна обеспечивать высокую точность.

## Холодная объёмная штамповка
При холодной объёмной штамповке (ХОШ) температура исходной заготовки ниже ковочной. Это обуславливает высокие значения сопротивления металла штамповочному давлению и существенно меньшую текучесть, что ограничивает возможность получения изделий сложной формы. Однако по сравнению с ГОШ металл не подвергается термическим модификациям, нет усадки при охлаждении и нет риска образования горячих трещин. Точность выполнения поверхностей при ХОШ сопоставима с таковой при обработке металлов резанием, однако после ХОШ на поверхности металла, отсутствуют концентраторы напряжений (риски и царапины). Поэтому методами ХОШ изготавливают высокоточные и (или) высоконагруженные детали, например: шаровые опоры подвески автомобилей, коленчатые валы ДВС, детали втулки несущих винтов вертолётов.

## Валковая штамповка
Валковая штамповка — формоизменяющая операция обработки металлов давлением, получения осесимметричных деталей из цилиндрической заготовки путём одновременного действия на неё радиальных и осевых нагрузок. Осевая нагрузка заготовки создаётся за счёт перемещения пуансона, а радиальная — за счёт обкатки её боковой поверхности в роликах или валках. Таким образом, валковая штамповка является способом комплексного локального деформирования, в котором в одном технологическом процессе происходит совмещение одной из основных кузнечных операций — прошивки или осадки с поперечной прокаткой или обкаткой. Валковая штамповка позволяет изготавливать круглые в плане сплошные и полые детали, тонкостенные и толстостенные изделия малых размеров, применяемые в приборостроении, а также крупногабаритные детали с высокой точностью и качеством при технологических усилиях на порядок меньших, чем при традиционных методах объёмной штамповки. Комплексное нагружение очага пластической деформации локальным периодическим воздействием с одновременным воздействием через постоянно фиксируемую зону позволяет получить новый технологический эффект, недостижимый другими методами деформирования. Валковая штамповка способствует улучшению физико-механических свойств обрабатываемого металла, обеспечивает требуемое расположение его волокон, что повышает эксплуатационные свойства получаемых деталей. Относительно низкая стоимость оснастки, незначительное время подготовки производства, возможность быстрой переналадки на другой типоразмер детали, использование оборудования небольшой мощности позволяют применять валковую штамповку как в крупносерийном, так и в средне- и мелкосерийном производствах.

## Магнитно-импульсная штамповка
При магнитно-импульсной штамповке электрическая энергия непосредственно преобразуется в механическую энергию, приводящую к деформации заготовки. Для штамповки заготовку помещают в сильное импульсное магнитное поле, создаваемое соленоидом с подключённой батареей конденсаторов. Под действием этого магнитного поля в заготовке возникают вихревые токи; взаимодействие индуцированного ими магнитного поля с магнитным полем соленоида и приводит к деформации. Процесс проходит за несколько десятков микросекунд.